# 克鲁瓦卡吕约
克鲁瓦卡吕约（法語：Croix-Caluyau，法語發音：[kʁwa kalɥijo]）是法国上法蘭西大區北部省的一个市镇，属于埃尔普河畔阿韦讷区。

## 地理
克鲁瓦卡吕约（50°8'50"N, 3°34'51"E）面积4.01 平方千米，位于法国上法蘭西大區北部省，该省份为法国最北部的省份及最长的省份，西北濒北海，西接加来海峡省，南至埃纳省和索姆省，东与比利时接壤。
与克鲁瓦卡吕约接壤的市镇（或旧市镇、城区）包括：旺德日欧布瓦、布西、福雷昂康布雷西。

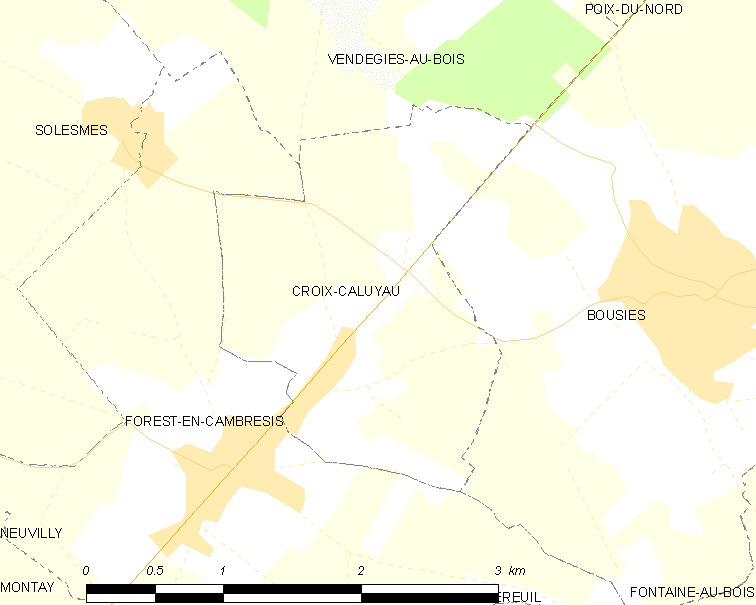
克鲁瓦卡吕约的OSM定位图

克鲁瓦卡吕约的时区为UTC+01:00、UTC+02:00（夏令时）。

## 行政
克鲁瓦卡吕约的邮政编码为59222，INSEE市镇编码为59164。

## 政治
克鲁瓦卡吕约所属的省级选区为埃尔普河畔阿韦讷县。

## 人口

1962-2008年间克鲁瓦卡吕约人口变化图示

克鲁瓦卡吕约于2022年1月1日时的人口数量为237人。